# Tipula albifrons
Tipula albifrons är en tvåvingeart som beskrevs av Evgenyi Nikolayevich Savchenko 1967. Tipula albifrons ingår i släktet Tipula och familjen storharkrankar. Inga underarter finns listade i Catalogue of Life.